# マラヤ人民抗日軍
マラヤ人民抗日軍（マラヤじんみんこうにちぐん、英語: Malayan People's Anti-Japanese Army: MPAJA）は、1942年頃、日本軍に占領されたマレー半島で、英植民地政府によって刑務所から解放され、軍事訓練を受けたマラヤ共産党の党員が、一般の中国系住民を糾合して組織したゲリラ部隊。三つ星軍とも。太平洋戦争中、ペラ、ジョホール、スランゴールの各州を中心に抗日ゲリラ活動を展開し、中国系住民・共産党系シンパの支援や英軍 136部隊の指導・支援を受けて勢力を拡大、1945年の終戦時には隊員約7,000名の規模となっていた。終戦後は英植民地政府およびその後を受けたマレーシア政府と対立した。

## 結成
1941年12月、日本軍がマレー半島に侵攻すると、英植民地政府は、チャンギー刑務所に収監していた約200人のマラヤ共産党員を解放し、英軍101特別訓練学校で約1週間ゲリラ戦の訓練を受けさせた後、日本軍の後方へ潜伏させた。彼らは、非共産系の一般中国系住民も糾合して、マラヤ人民抗日軍（Malayan People's Anti-Japanese Army、略称：MPAJA）に成長していった。
中国人、マレー人、インド人を表す三つ星のバッジを付けていたため、「三つ星軍」とも呼ばれた。

## 戦時中の活動
ペラ、ジョホール、スランゴールの各州で最も活発に抗日ゲリラ戦を展開した。抗日軍の資料によると、日本軍の占領中、340回戦闘が行われ、約5,500名の敵を死傷させたとされており、日本軍（第29軍）の統計によると、損害は将兵約600名、警官（多くはマレー人）約2,000名、抗日軍に与えた損害は約2,900名とされている。
MPAJAは山中に潜伏しており、食糧その他の補給はジャングルの縁に居住している中国系の農民や共産党員・シンパの支援に頼っていた。
またマレー半島の山中には、MPAJA以外に、少数の英軍野戦保安隊136部隊が潜伏しており、MPAJAを指導し、空輸によって兵器弾薬などの支援を行った。
終戦時には、MPAJAの勢力は、8個独立隊（大隊）約7,000名となっていたとされる。

## 戦後
1945年8月に日本が無条件降伏し第2次世界大戦が終結した後、MPAJAは、英植民地政府およびその後を受けたマレーシア政府と対立、ゲリラ闘争を継続することになった。